# Let El Al 1862
Let El Al 1862 byl nákladní let stroje Boeing 747 patřící izraelské společnosti El Al, který se 4. října 1992 zřítil na devítipatrové obytné budovy Groeneveen a Klein-Kruitberg na předměstí Bijlmermeer (část Amsterdam-Zuidoost) v Amsterdamu v Holandsku.
Zpočátku se odhadovalo, že zahynulo více než 200 lidí, oficiální zpráva však potvrdila smrt 43 osob (4 členové posádky a 39 lidí zahynulo na zemi). Novináři zdůrazňovali, že mnoho těl zcela shořelo a přesný počet lidí v domech v osudnou chvíli nelze určit. Letadlo se vracelo z USA a v Amsterdamu tankovalo. Několik minut po startu pilot oznámil požár jednoho z motorů a požádal řídící věž o souhlas, aby mohl nouzově přistát. Když vykonával okruh, aby klesl a mohl přistát, zasáhl oheň i další motory, hořící letadlo se stalo neovladatelným a zřítilo se. Svědci hovořili o hrůzostrašných scénách, které se pak odehrávaly. Při nárazu došlo k explozi a bylo celkem zničeno několik pater dvou bloků, obývaných chudými emigranty z různých zemí světa. Lidé vyskakovali z oken v hořících šatech a vypukla všeobecná panika. Záchranným oddílům se podařilo okamžitě zajistit amsterodamskou ústřední rozvodnu plynu nedaleko místa tragédie.
Přetrvává názor, že skutečný počet obětí havárie byl značně vyšší. Bijlmermeer má vysoký počet obyvatel, kteří tam žijí ilegálně, zejména z Ghany a Surinamu a členové ghanské komunity uvedli, že ztratili značný počet neregistrovaných obyvatel, kteří nebyli mezi mrtvými započítáni.

## Příčina havárie
Důvodem havárie letadla bylo odtržení vnitřního motoru na pravém křídle. Vyšetřováním se zjistilo, že se pojistný čep v důsledku únavy materiálu rozlomil. Uvolněný motor při pádu utrhl i vnější motor. Letoun Boeing 747 dokáže letět i se dvěma motory, ale následkem odtržení motorů se přerušily hydraulické obvody a letadlo se stalo neovladatelným.